# Altenia wagneriella
Altenia wagneriella is een vlinder uit de familie tastermotten (Gelechiidae). De wetenschappelijke naam is voor het eerst geldig gepubliceerd in 1926 door Rebel.
De soort komt voor in Europa.